# Rougui Dia
Rougui Dia, née le 27 février 1976 à Paris, est un chef cuisinier français. 
De 2005 à 2012, elle est chef de cuisine du 144, le restaurant parisien d'Armen Petrossian, et prend l'année suivante la direction des cuisines du restaurant Le Vraymonde.

## Biographie

### Jeunesse
Née dans le 12e arrondissement de Paris, Rougui Dia grandit à Neuilly-Plaisance en Seine-Saint-Denis. La jeune fille apprécie les plats de sa mère, qui lui font découvrir les saveurs, mais ne cuisine pas durant son enfance. Elle imagine faire carrière dans l'armée, ou apprendre la couture,. À l'issue de son année de cinquième, elle est orientée vers l'enseignement professionnel. Pour éviter de suivre des cours dans un LEP éloigné du domicile familial, Dia délaisse la couture et intègre l'école hôtelière de Villepinte. La jeune fille entre en préapprentissage dans une pâtisserie et effectue un stage au Drugstore Matignon. Elle peine à trouver un maître d'apprentissage,, mais obtient son CAP de cuisine en 1996, ainsi qu'un diplôme de service en salle. Encouragée par ses formateurs, elle passe un BEP à l'école hôtelière de Villepinte et poursuit ses études jusqu'au baccalauréat professionnel, qu'elle décroche en 1999,.

### Carrière
Un formateur la met en contact avec Sébastien Faré, alors chef de cuisine du restaurant Chez Jean. Rougui Dia travaille ensuite pour Sébastien Faré au restaurant Les Persiennes dans le 8e arrondissement de Paris. Entrée en tant que commis, elle est nommée second de cuisine. Elle fait toujours partie de sa brigade lorsqu'il devient le second de Philippe Conticini au 144, le restaurant d'Armen Petrossian situé dans le 7e arrondissement, à l’étage de sa boutique spécialisée dans le caviar. En 2005, lorsque Faré part travailler dans l'agroalimentaire, Rougui Dia est nommée chef de cuisine du restaurant et devient la première femme noire au monde à occuper ce poste dans un établissement distingué d’une étoile Michelin,.
En 2013, elle rejoint le Buddha-bar hôtel, dans le 8e arrondissement, en tant que chef de cuisine du restaurant Le Vraymonde,.
En 2016, Rougui ouvre sa propre boutique de pâtisserie mono-produit, consacrée aux Babas : Un Amour de Baba au 179 rue du faubourg Saint Honoré à Paris 8. Elle y décline le baba sous différents parfums, alcoolisés ou sans alcool.
En 2019, elle ouvre à Denver (Colorado, États-Unis) un bistro baptisé Le French avec sa sœur Aminata, également chef cuisinier.

## Engagements
Rougui Dia est marraine de deux écoles hôtelières, situées à Villepinte et Saumur.

## Vie personnelle
La famille de Rougui Dia est originaire du village de N'Ganno, situé dans la région de Fouta-Toro, dans le nord du Sénégal,. Son père, toucouleur, et sa mère, qui appartient à l'éthnie peul, ont sept enfants.

## Ouvrage
- Rougui Dia (préf. Dominique Loiseau), Le chef est une femme, Paris, J-C Gawsewitch, 2006, 224 p. (ISBN 2-35013-070-3)